# Паровозы правительственного запаса

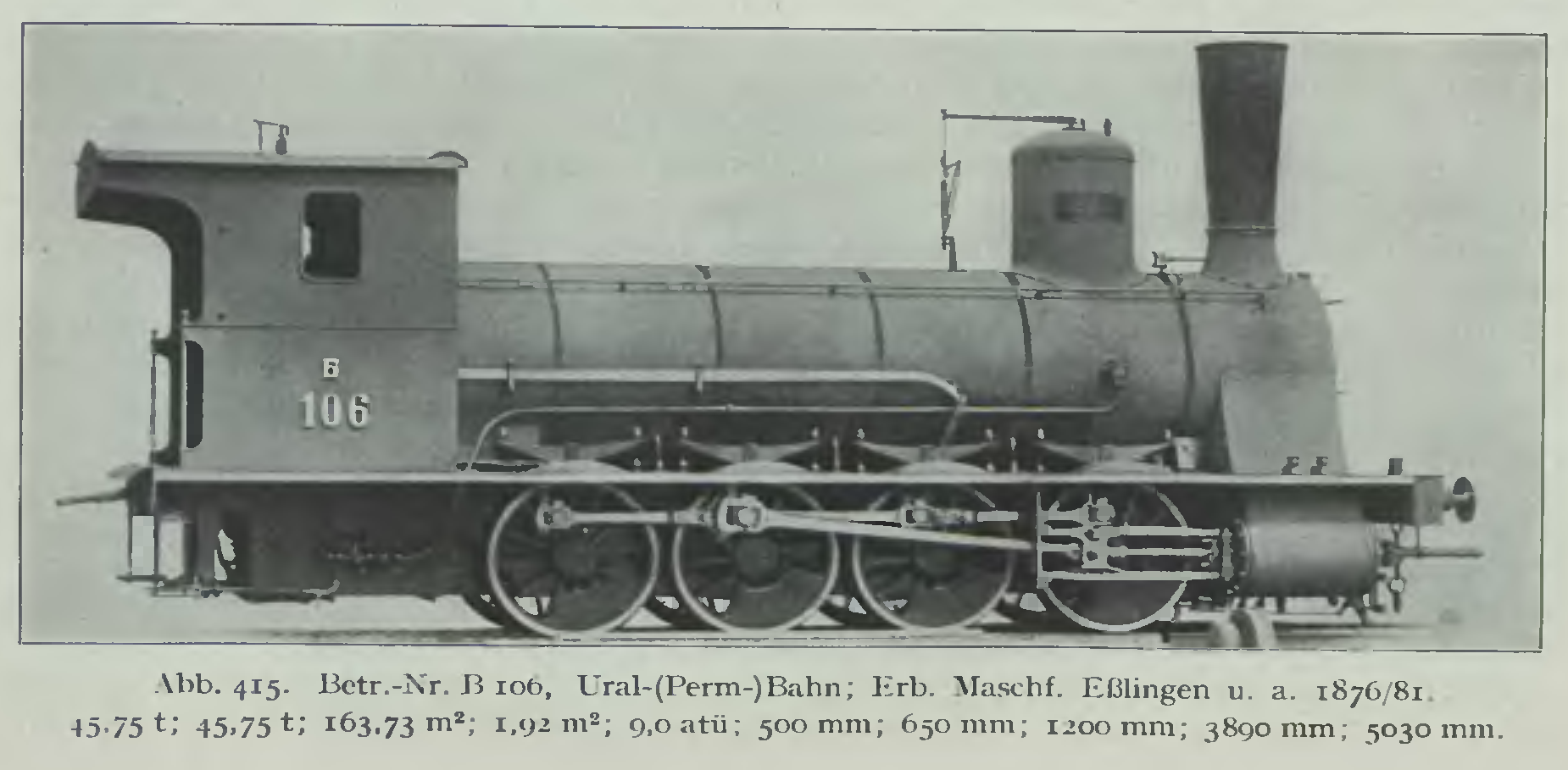
Паровоз типа 0-4-0 производства завода Esslingen, чья конструкция была принята основой для конструкции «паровозов правительственного запаса»

«Парово́зы прави́тельственного запа́са и́ли прира́вненные к ним» — паровозы с одинаковыми техническими характеристиками. Были созданы в связи с образованием в 1874 году «запаса паровозов» Департамента железных дорог Министерства путей сообщения Российской империи. Являются попыткой создать «единый» локомотив для российских железных дорог, что должно было позволить привести локомотивный парк в стране к единообразию, тем самым снизив затраты на его ремонт и содержание.
Конструкция «паровозов правительственного запаса» создавалась прежде всего на основе конструкции паровозов немецких заводов — Borsig (тип 0-3-0) и Esslingen (тип 0-4-0).

## История

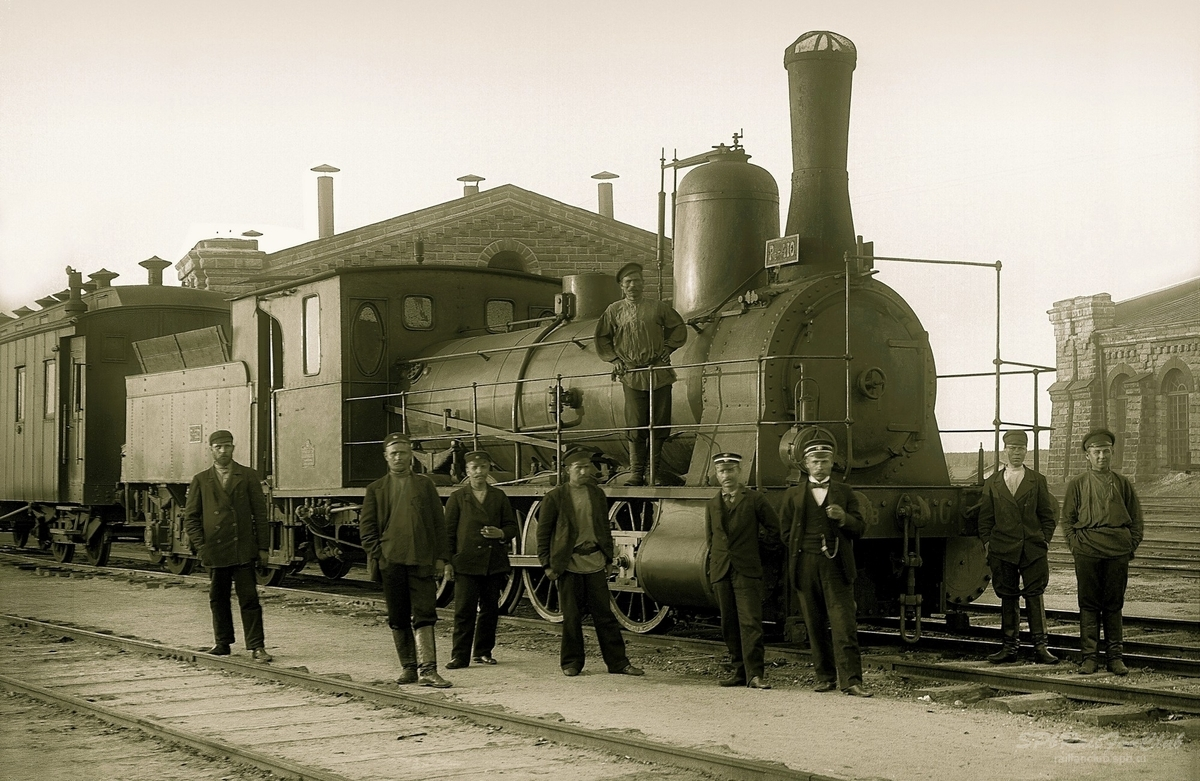
Паровоз «правительственного запаса» Р_{В}410 (тип 0-4-0)

Во второй половине 1860-х годов в Российской империи было значительно расширено паровозостроение, к которому подключился ряд заводов; немало локомотивов закупалось и в других странах. При этом наблюдалось большое разнообразие конструкций паровозов, так называемая разносерийность. Однако разные серии, как правило, не были унифицированы между собой, что вынуждало дороги держать запас запчастей под каждую из них, тем самым повышая стоимость ремонта. Особенно эта проблема проявилась, когда с начала 1870-х годов началось объединение железных дорог в юго-западной части Российской империи; последнее проводилось с целью организации оперативного руководства воинскими перевозками в предстоящей войне с Турцией. В 1874 году был организован запас Департамента железных дорог Министерства путей сообщения — «правительственный запас». Паровозы из данного «запаса» должны были выполнять воинские перевозки в тылу армии.
Паровозный парк в стране требовалось привести к единообразию, особенно на железных дорогах, примыкающих к предполагаемому театру военных действий. С начала 1870-х годов, когда российские паровозостроительные заводы только вступали в работу, Департамент железных дорог начал организовывать на них выпуск одинаковых по своим техническим характеристикам локомотивов. Последние со временем получили наименование «паровозы правительственного запаса или приравненные к ним». И тут разносерийность паровозов сыграла свою положительную роль, так как помогла проанализировать опыт эксплуатации различных конструкций на российских железных дорогах. По итогу было принято решение наладить выпуск паровозов типа 0-3-0 (строились с 1870 года) на основе конструкции паровозов завода Borsig и типа 0-4-0 (с 1878 года) на основе конструкции паровозов завода Esslingen.
В 1892 году на смену паровозам «правительственного запаса» пришёл паровоз «нормального типа», который был рекомендован к крупносерийному выпуску на российских заводах.